# Histoire du commerce dans l'océan Indien
Le commerce dans l'océan Indien a été un facteur clé des échanges entre l'Est et l'Ouest (es) tout au long de l'histoire. Le commerce à longue distance par boutres et praos en a fait une zone dynamique d'interaction entre les peuples, les cultures et les civilisations s'étendant de l'Asie du Sud-Est à l'Afrique de l'Est et du Sud-Est (en) et de la Méditerranée orientale à l'Ouest au cours de la Préhistoire et au début de l'Histoire. Les villes et les États du pourtour de l'océan Indien se sont concentrés à la fois sur la mer et sur la terre.

## Période ancienne

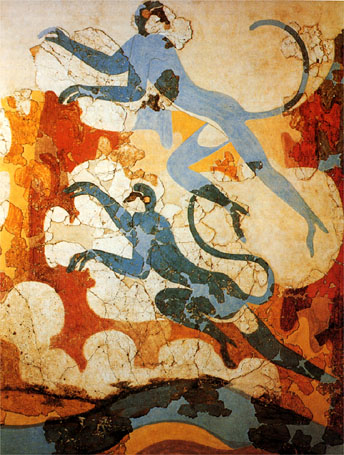
Les singes à la queue en forme de S représentés sur les fresques des XVIIIe et XIXe siècle avant notre ère à Akrotiri, sur l'île égéenne de Théra, ont été récemment identifiés comme des langurs gris d'Asie du Sud,.

Dès le milieu de la phase harappane (2600 av. J.-C.-1900 av. J.-C.), il existait un vaste réseau de commerce maritime entre les civilisations harappanes et mésopotamiennes, dont une grande partie était assurée par des « marchands intermédiaires de Dilmun » (les actuels Bahreïn et Failaka, situés dans le golfe Persique). Le commerce maritime sur de longues distances est devenu possible grâce au développement de bateaux construits en planches, équipés d'un seul mât central supportant une voile en joncs ou en tissu.
Plusieurs établissements côtiers comme Sotkagen-dor (sur la Dasht, au nord de Jiwani), Sokhta Koh (si) (sur le Shadi, au nord de Pasni (en)) et Balakot (près de Sonmiani) au Pakistan, ainsi que Lothal dans l'ouest de l'Inde, témoignent de leur rôle en tant qu'avant-postes commerciaux des Harappéens. Les ports peu profonds situés à l'estuaire des rivières se jetant dans la mer permettaient un commerce maritime intense avec les villes mésopotamiennes.

### Réseau commercial indo-méditerranéen
Des études archéologiques récentes ont mis en évidence le nombre croissant de preuves attestant de contacts maritimes directs entre l'Égypte de l'âge du bronze et l'Inde via la mer Rouge. Des chercheurs tels que Gregory Possehl (en) ont également proposé des activités maritimes entre la civilisation de la vallée de l'Indus et l'Afrique de l'Est,. L'activité maritime du réseau commercial de l'océan Indien oriental s'est étendue au Japon dès le début de la période Yayoi (IIIe siècle avant notre ère), comme en témoigne la découverte de perles de l'Indo-Pacifique (en),.

## Réseau commercial maritime austronésien

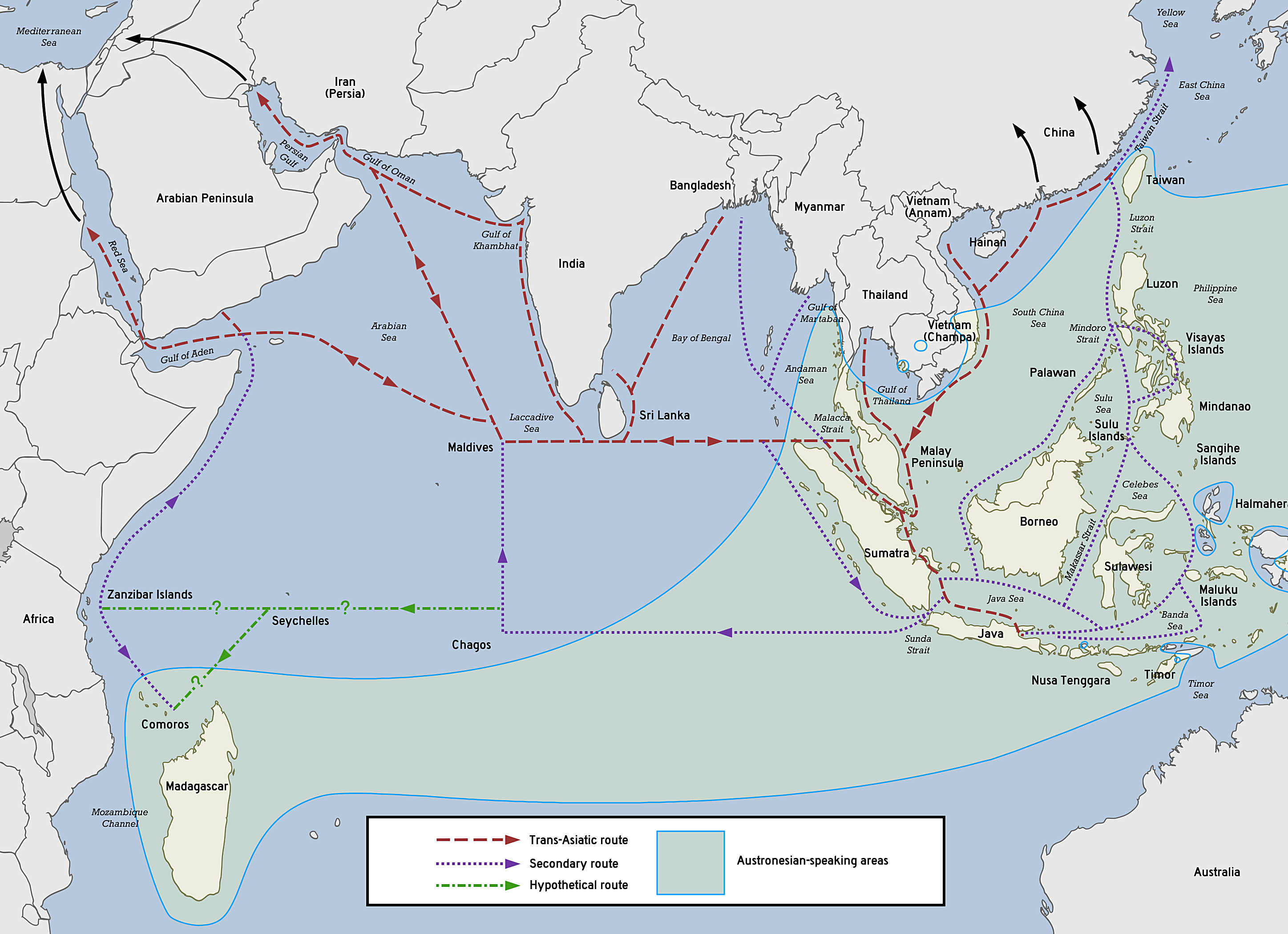
Réseau commercial maritime protohistorique et historique des Austronésiens dans l'océan Indien.

Le réseau commercial maritime de l'océan Indien était géré par les peuples austronésiens d'Asie du Sud-Est maritime (en). Ils établissent des routes commerciales avec l'Inde du Sud et le Sri Lanka, inaugurant un échange de culture matérielle (comme les catamarans, les pirogues à balancier, les embarcations en bois et en planches cousues, et le paan) et des cultigènes (comme le cocotier, le santal, la banane et la canne à sucre), ainsi qu'une connexion entre les cultures matérielles d'Inde et de Chine. Les Indonésiens, en particulier, échangent des épices (principalement la cannelle et le cannelier de Chine) avec l'Afrique de l'Est en utilisant des catamarans et des bateaux à balancier et en naviguant avec l'aide des vents d'ouest dans l'océan Indien. Ce réseau commercial s'est étendu jusqu'à l'Afrique et la péninsule arabique, ce qui a entraîné la colonisation de Madagascar par les Austronésiens dans la première moitié du Ier millénaire avant notre ère. Il se poursuit jusqu'à l'époque historique, devenant par la suite la Route de la Soie maritime (en),,,,.

## Périodes hellénistique et romaine

Le commerce romain avec l'Inde selon le Periplus Maris Erythraei, Ier siècle.

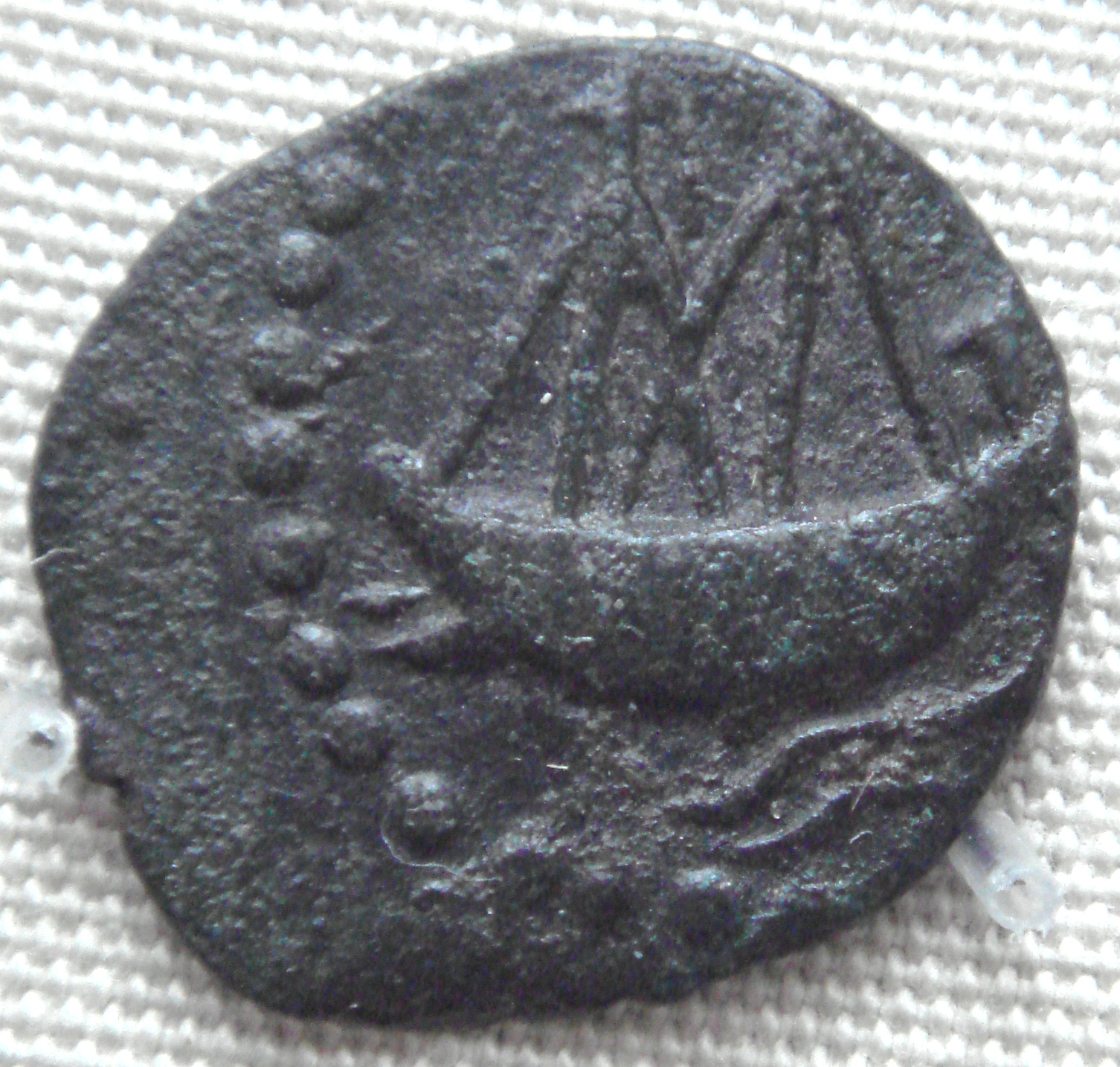
Navire indien sur une pièce de monnaie en plomb de Vasishthiputra Pulumavi.

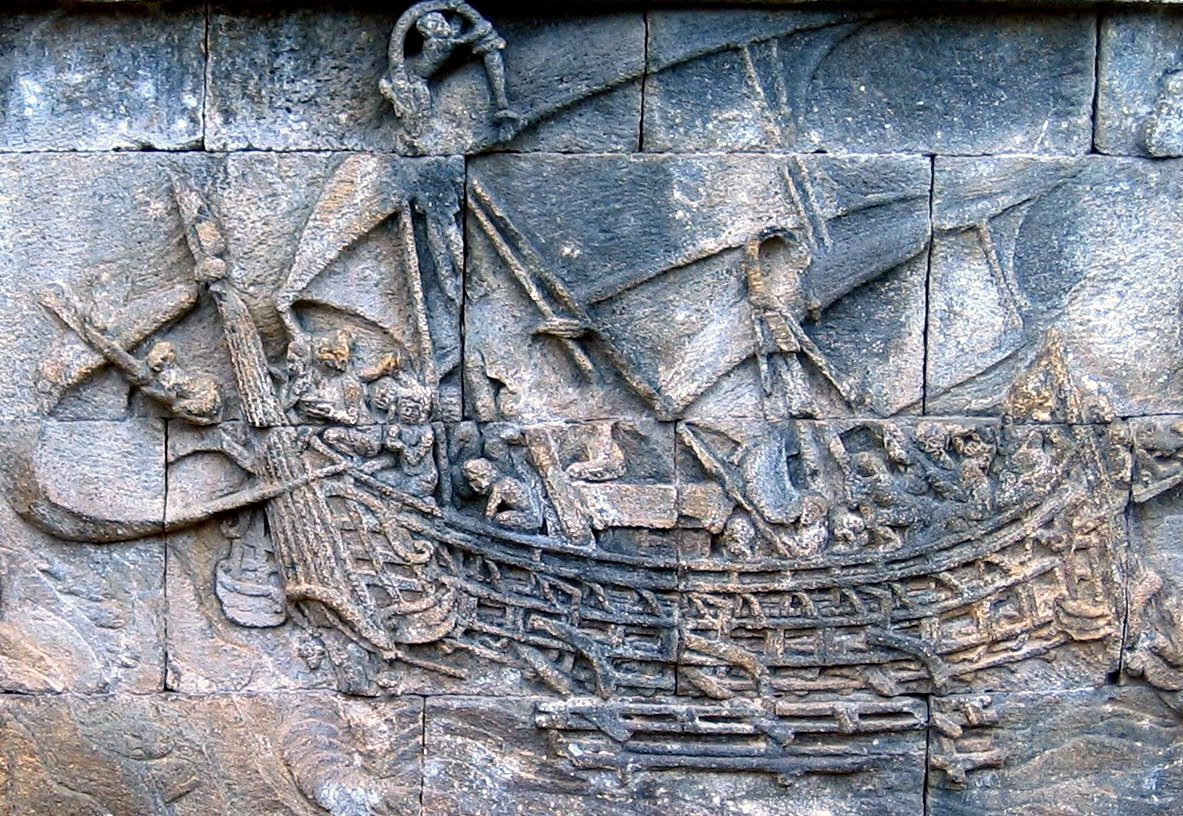
Panneau en relief représentant un navire à Borobudur,.

Le commerce entre l'Inde et le royaume grec des Ptolémées est lancé par Eudoxe de Cyzique en 130 av. J.-C.. Depuis l'Égypte, les marchandises peuvent être acheminées vers les ports de toute la mer Méditerranée. L'ouverture des ports de la mer Rouge par le royaume et une meilleure connaissance des moussons saisonnières ont entraîné une augmentation substantielle du commerce.
La consolidation de l'administration du bassin méditerranéen sous l'Empire romain a conduit au renforcement du commerce maritime direct avec l'Inde et à l'élimination des taxes prélevées auparavant par les intermédiaires des diverses routes commerciales terrestres. Le commerce entre l'Empire romain et l'Inde a atteint son apogée au cours des deux premiers siècles de l'ère commune, facilité par la paix et la prospérité qui ont commencé avec le règne de l'empereur romain Auguste (27 av. J.-C. - 14) et qui se termine avec la peste antonine.
Selon Strabon :

« En tout cas, lorsque Gallus était préfet d'Égypte, je l'ai accompagné et j'ai remonté le Nil jusqu'à Syène et aux frontières du royaume d'Aksoum (Éthiopie), et j'ai appris que pas moins de 120 navires partaient de Myos Hormos vers le sous-continent, alors qu'auparavant, sous les Ptolémées, seul un très petit nombre se risquait à entreprendre le voyage et à faire du trafic de marchandises indiennes. »

— Strabon
La mention par Strabon de la forte augmentation du commerce après l'annexion de l'Égypte par les Romains indique que la mousson était connue et utilisée pour le commerce à son époque. La quantité d'or utilisée pour ce commerce, et apparemment recyclée par l'empire kouchan pour sa propre monnaie, était telle que Pline l'Ancien (Histoire naturelle, livre VI) s'est plaint de l'exode de numéraire vers l'Inde.

### Ports romains
Les trois principaux ports romains impliqués dans le commerce oriental étaient Arsinoé, Bérénice et Myos Hormos. Arsinoé fut l'un des premiers centres commerciaux, mais fut rapidement éclipsé par Myos Hormos et Bérénice, plus faciles d'accès.

#### Arsinoé

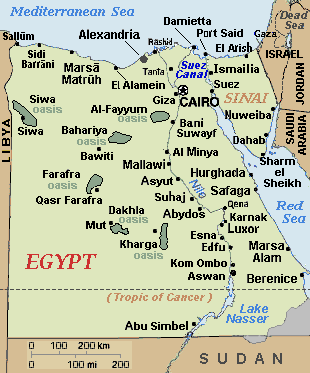
Sites des ports égyptiens de la mer Rouge, dont Alexandrie et Bérénice.

La dynastie ptolémaïque exploite la position stratégique d'Alexandrie pour assurer le commerce avec le sous-continent. Le commerce avec l'Orient semble alors être passé d'abord par le port d'Arsinoé, l'actuel Suez. Les marchandises provenant du commerce avec l'Afrique de l'Est étaient débarqués dans l'un des trois principaux ports romains, Arsinoé, Bérénice ou Myos Hormos. Les Romains réparent et dégagent le canal ensablé qui relie le Nil au centre portuaire d'Arsinoé, sur la mer Rouge. C'est l'un des nombreux efforts que l'administration romaine a dû déployer pour détourner le plus possible le commerce vers les routes maritimes.
Arsinoé a finalement été éclipsée par la montée en puissance de Myos Hormos. La navigation vers les ports du nord, comme Arsinoé-Clysma, est devenue difficile par rapport à Myos Hormos en raison des vents du nord dans le golfe de Suez. S'aventurer dans ces ports septentrionaux présentait des difficultés supplémentaires, telles que des hauts-fonds, des récifs et des courants contraires.

#### Myos Hormos et Bérénice
Myos Hormos et Bérénice semblent avoir été d'anciens ports de commerce importants, peut-être utilisés par les commerçants de l'Égypte pharaonique et de la dynastie ptolémaïque avant de tomber sous le contrôle des Romains.
Le site de Bérénice, depuis sa découverte par Belzoni (1818), a été assimilé aux ruines près de Ras Banas dans le sud de l'Égypte. Cependant, l'emplacement précis de Myos Hormos est contesté, le latig Abu Sha'ar et les récits donnés dans la littérature antique et les images satellites indiquant une identification probable avec Quseir el-Quadim à l'extrémité d'une route fortifiée venant de Coptos sur le Nil. Le site de Quseir el-Quadim a également été associé à Myos Hormos à la suite des fouilles d'el-Zerqa, à mi-chemin de la route, qui ont révélé des ostraca permettant de conclure que le port situé au bout de cette route était peut-être Myos Hormos.

### Ports sud-asiatiques

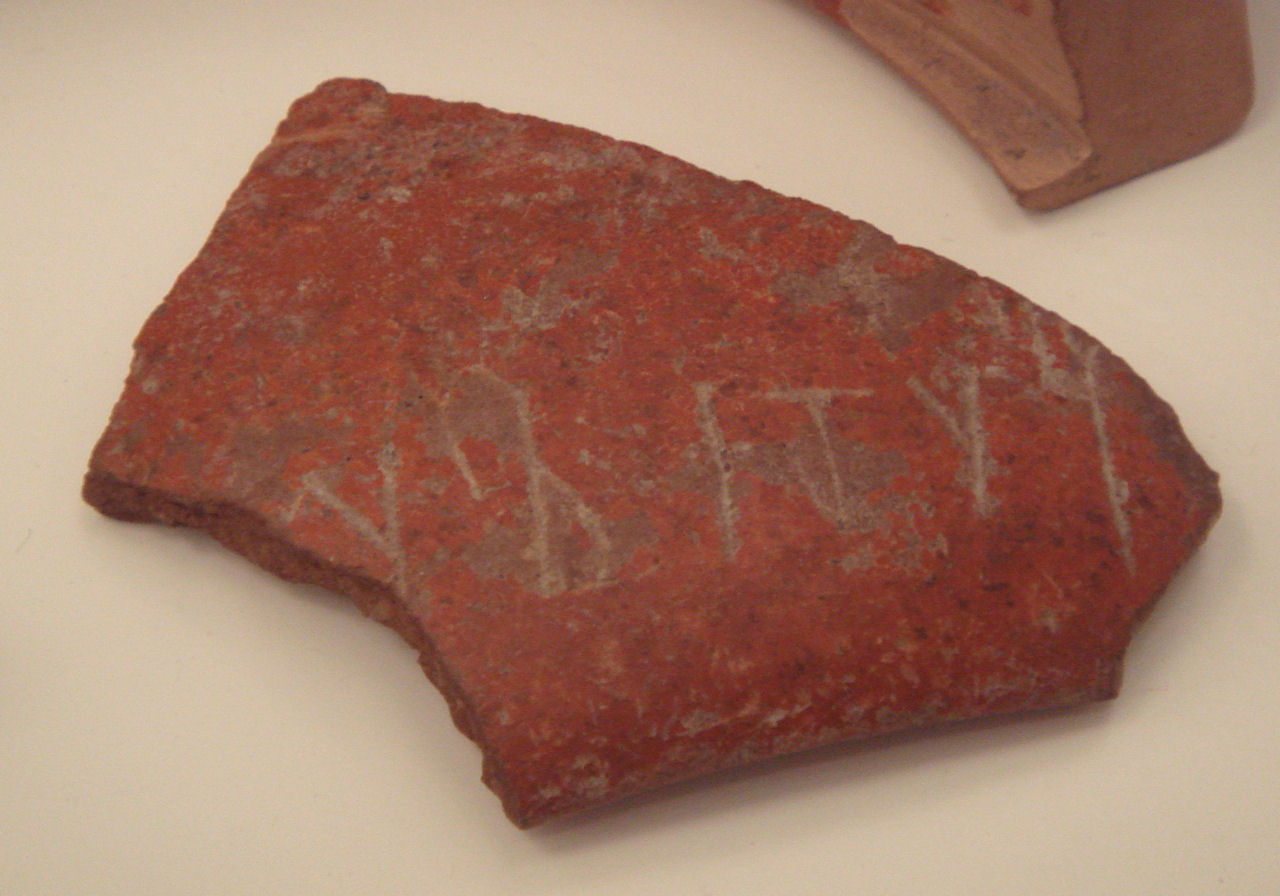
Fragment de poterie romaine d'Arezzo (Latium), trouvée à Virampatnam, Arikamedu (Ier siècle). Musée Guimet.

Les ports régionaux de Barbarikon (en) (l'actuelle Karachi), Sounagoura (centre du Bangladesh), Barygaza, Muziris au Kerala, Korkai (en), Kaveripattinam (en) et Arikamedu à l'extrémité sud de l'Inde actuelle étaient les principaux centres de commerce, avec Kodumanal (en), une ville de l'intérieur. Le Périple de la mer Érythrée décrit des marchands gréco-romains vendant à Barbaricum « des vêtements fins, du linge de maison, des topazes, du corail, du styrax, de l'encens, des récipients en verre, des plaques d'argent et d'or et un peu de vin » en échange de « costus, bdellium, lycium, nard, turquoise, lapis-lazuli, peaux de Séricide, tissus de coton, fils de soie et indigo ». À Barygaza, ils achetaient du blé, du riz, de l'huile de sésame, du coton et des tissus.

#### Barygaza
Le commerce avec Barygaza, sous le contrôle du satrape occidental indo-scythe Nahapana (en) (Nambanus), est particulièrement florissant.

« On importe dans cette ville (Barigaza) du vin, de préférence italien, laodicéen et arabe ; du cuivre, de l'étain et du plomb ; du corail et de la topaze ; des vêtements fins et de qualité inférieure de toutes sortes ; des ceintures de couleur vive d'une coudée de large ; du storax, du mélilot, du verre de silex, du réalgar, de l'antimoine, des pièces d'or et d'argent qui rapportent un bénéfice lorsqu'elles sont échangées contre de la monnaie du pays ; et des onguents, mais pas très coûteux et peu abondants. Pour le roi, on apporte dans ces lieux des vases d'argent très coûteux, des garçons chanteurs, de belles jeunes filles pour le harem, des vins fins, des vêtements fins de la plus belle étoffe, et les meilleurs onguents. On y exporte du nard, du costus, du bdellium, de l'ivoire, de l'agate et de la cornaline, du lycium, des étoffes de coton de toutes sortes, des étoffes de soie, des étoffes de mauve, du fil, du poivre long et d'autres choses encore que l'on apporte ici des diverses villes marchandes. Ceux qui viennent d'Égypte pour se rendre dans cette ville font un bon voyage vers le mois de juillet, c'est-à-dire à Épiphi. »

— Périple de la mer Érythrée (paragraphe 49).

#### Muziris

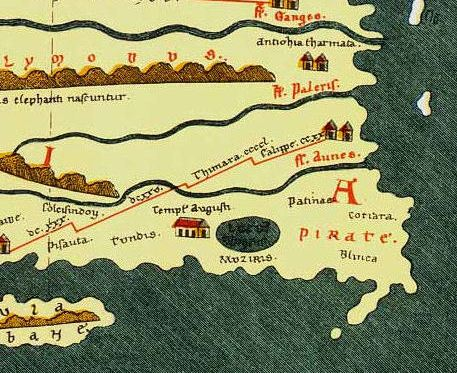
Muziris, comme indiqué dans la Table de Peutinger, avec un Templum Augusti.

Muziris est une ville portuaire disparue sur la côte sud-ouest de l'Inde qui était un centre de commerce majeur dans l'ancien pays tamoul entre le royaume Chera et l'Empire romain. Son emplacement est généralement identifié à l'actuelle Cranganore (centre du Kerala),. D'importants trésors de pièces de monnaie et d'innombrables tessons d'amphores découverts dans la ville de Pattanam (en) (près de Cranganore) ont suscité un intérêt archéologique récent pour la recherche d'un emplacement probable de cette ville portuaire.
Selon le Périple, de nombreux marins grecs entretenaient un commerce intense avec Muziris:

« Viennent ensuite Naura et Tyndis, les premiers marchés de Damirica (Limyrike (en)), puis Muziris et Nelcynda, qui sont aujourd'hui d'une importance capitale. Tyndis est du royaume de Cerobothra ; c'est un village bien visible au bord de la mer. Muziris, du même royaume, abonde en navires envoyés avec des cargaisons d'Arabie par les Grecs ; elle est située sur une rivière, distante de Tyndis par la rivière et la mer de 500 stades, et en remontant la rivière à partir du rivage de 20 stades. »

— Périple de la mer Érythrée (53–54)

#### Arikamedu
Le Périple de la mer Érythrée mentionne un marché nommé Poduke (chapitre 60), que G.W.B. Huntingford (en) a identifié comme étant peut-être Arikamedu dans le Tamil Nadu, un centre de commerce des premiers Chola (en) (qui fait aujourd'hui partie d'Ariyankuppam), à environ 3 km de l'actuelle Pondichéry. Huntingford note en outre que des poteries romaines ont été trouvées à Arikamedu en 1937 et que les fouilles archéologiques menées entre 1944 et 1949 ont montré qu'il s'agissait d'une « station commerciale dans laquelle des marchandises de fabrication romaine étaient importées au cours de la première moitié du Ier siècle ».

### Déclin et héritage
À la suite des guerres perso-romaines, les régions relevant de l'Empire byzantin ont été capturées par Khosro II de la dynastie perse des Sassanides, mais l'empereur byzantin Héraclius les reconquiert (628). Les Arabes, menés par Amr ibn al-As, pénètrent en Égypte à la fin de l'année 639 ou au début de 640. Cette avancée marque le début de la conquête musulmane de l'Égypte et la chute de ports tels qu'Alexandrie qui assurait le commerce avec le sous-continent indien dans le monde romain depuis la dynastie ptolémaïque.
Le déclin du commerce a amené l'ancien pays tamoul (en) à se tourner vers l'Asie du Sud-Est pour le commerce international, où il a influencé la culture indigène à un degré plus élevé que les impressions faites sur Rome.

## Période de la Grande Inde hindo-bouddhiste
Les Satavahanas ont développé des compagnies de transport maritime en Asie du Sud-Est. La représentation au VIIIe siècle d'un navire en bois à double balancier et à voile de Borobudur (en) dans l'ancienne Java suggère qu'il existait des liens commerciaux anciens à travers l'océan Indien entre l'Indonésie, Madagascar et l'Afrique de l'Est, parfois appelés la « route de la cannelle ». Le balancier simple ou double est une caractéristique typique des navires des marins austronésiens et le navire le plus vraisemblablement utilisé pour leurs voyages et explorations en Asie du Sud-Est, en Océanie et dans l'océan Indien. Au cours de cette période, entre le VIIe siècle et le XIIIe siècle, l'archipel indonésien a vu prospérer l'empire thalassocratique de Sriwijaya, qui régnait sur le réseau commercial de l'Asie du Sud-Est maritime (en) et reliait l'Inde et la Chine.

## Voyage chinois

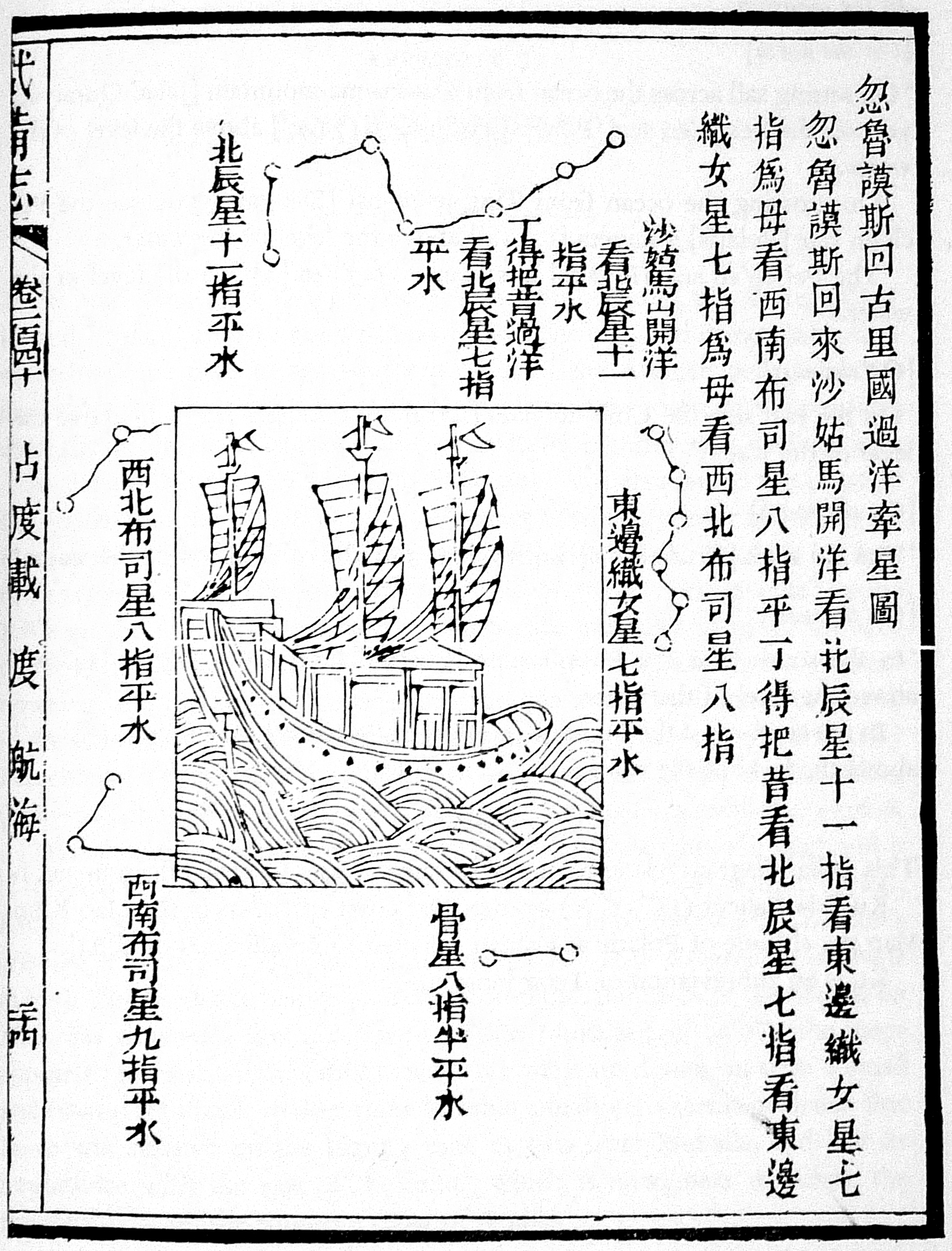
Fragment de la carte de navigation de Zheng He donnant des instructions sur l'alignement du navire pour se rendre d'Ormuz à Calicut, 1430

Les flottes chinoises dirigées par Zheng He ont sillonné l'océan Indien au début du XVe siècle. Les missions étaient plus diplomatiques que commerciales, mais de nombreux échanges de cadeaux et de produits ont eu lieu.

## Commerce japonais

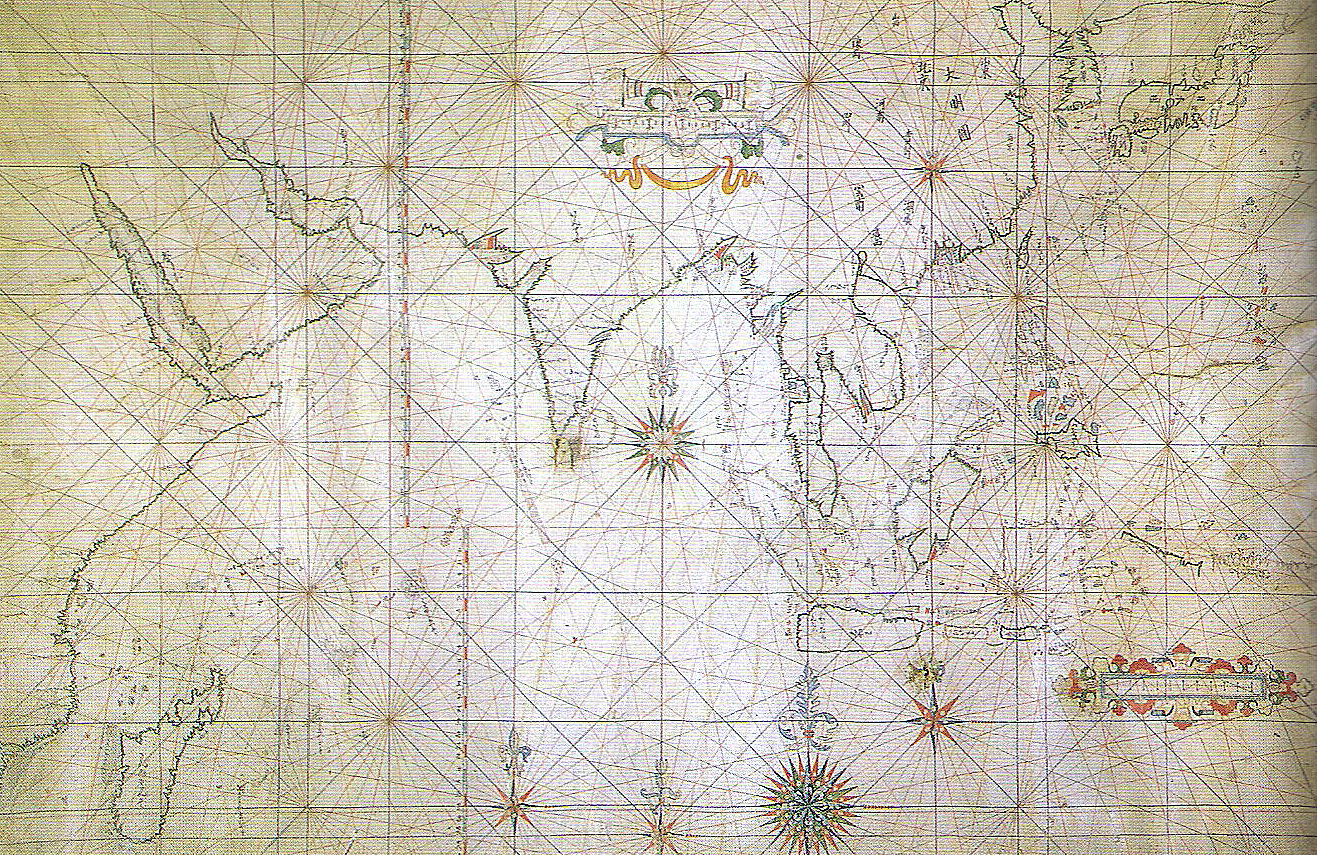
Carte-portulan japonaise à la voile, représentant l'océan Indien et la côte est de l'Asie, début du XVIIe siècle.

Au cours des XVIe siècle et XVIIe siècle, les navires japonais ont également fait des incursions dans le commerce de l'océan Indien par l'intermédiaire du système de navires du Sceau rouge.

## Période musulmane
Pendant la période musulmane, au cours de laquelle les musulmans ont dominé le commerce dans l'océan Indien, les Gujaratis apportaient des épices des Moluques et de la soie de Chine, en échange d'articles manufacturés tels que des textiles, qu'ils vendaient ensuite aux Égyptiens et aux Arabes. À cette époque, Calicut était le centre des exportations indiennes de poivre vers la mer Rouge et l'Europe avec les marchands égyptiens et arabes, particulièrement actifs.
Les prêcheurs et marchands musulmans ont commencé à répandre l'islam le long des côtes occidentales de l'océan Indien (ar) à partir du VIIIe siècle, si ce n'est plus tôt. Une mosquée swahilie en pierre datant du VIIIe siècle au XVe siècle a été découverte à Shanga (en), au Kenya. Les échanges commerciaux à travers l'océan Indien ont progressivement introduit l'écriture arabe et le riz comme aliment de base en Afrique de l'Est. Les marchands musulmans ont échangé environ 1 000 esclaves africains par an entre 800 et 1700, un nombre qui est passé à 4 000 au cours du XVIIIe siècle et à 3 700 au cours de la période 1800-1870. La traite des esclaves a également eu lieu dans l'est de l'océan Indien avant que les Néerlandais ne s'y installent vers 1600, mais le volume de ce commerce est inconnu.
À Madagascar, les marchands et négriers du Moyen-Orient (Persans shirazis, Arabes omanais, Juifs arabisés, accompagnés de Bantous d'Afrique du Sud-Est) et d'Asie (Gujaratis, Malais, Javanais, Bugis) ont parfois été intégrés aux clans autochtones malgaches,. De nouvelles vagues de migrants austronésiens sont arrivés à Madagascar à cette époque, laissant derrière elles un héritage culturel et génétique durable.

## Période de l'exploration coloniale européenne

### Période portugaise

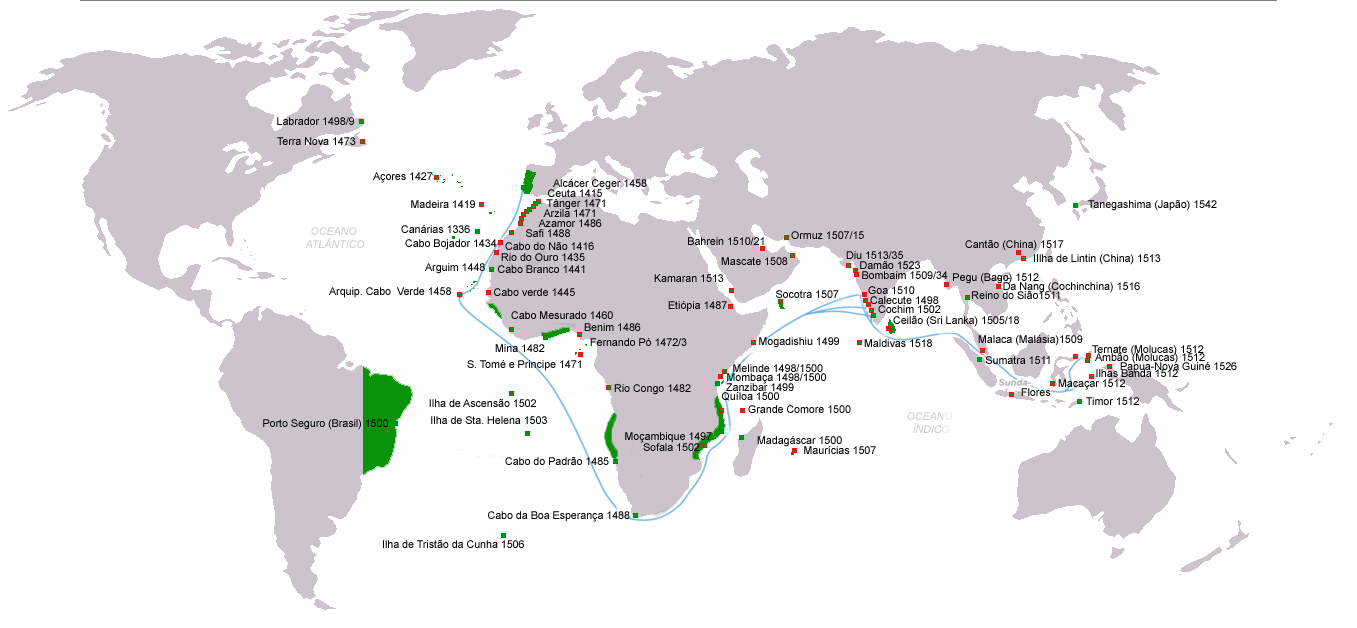
Découvertes et explorations portugaises : lieux et dates des premières arrivées

En 1497-1498, les Portugais de Vasco de Gama ont découvert une route navale vers l'océan Indien en passant par le point sud de l'Afrique. Au départ, les Portugais étaient surtout actifs à Calicut, mais la région septentrionale du Gujarat était encore plus importante pour le commerce et constituait un intermédiaire essentiel dans le commerce est-ouest.
La traite européenne des esclaves dans l'océan Indien a commencé lorsque le Portugal a établi l'Estado da Índia au début du XVIe siècle. De cette époque jusqu'aux années 1830, 200 esclaves ont été déportés chaque année du Mozambique et des chiffres similaires ont été estimés pour les esclaves amenés d'Asie aux Philippines pendant l'Union ibérique (1580-1640).

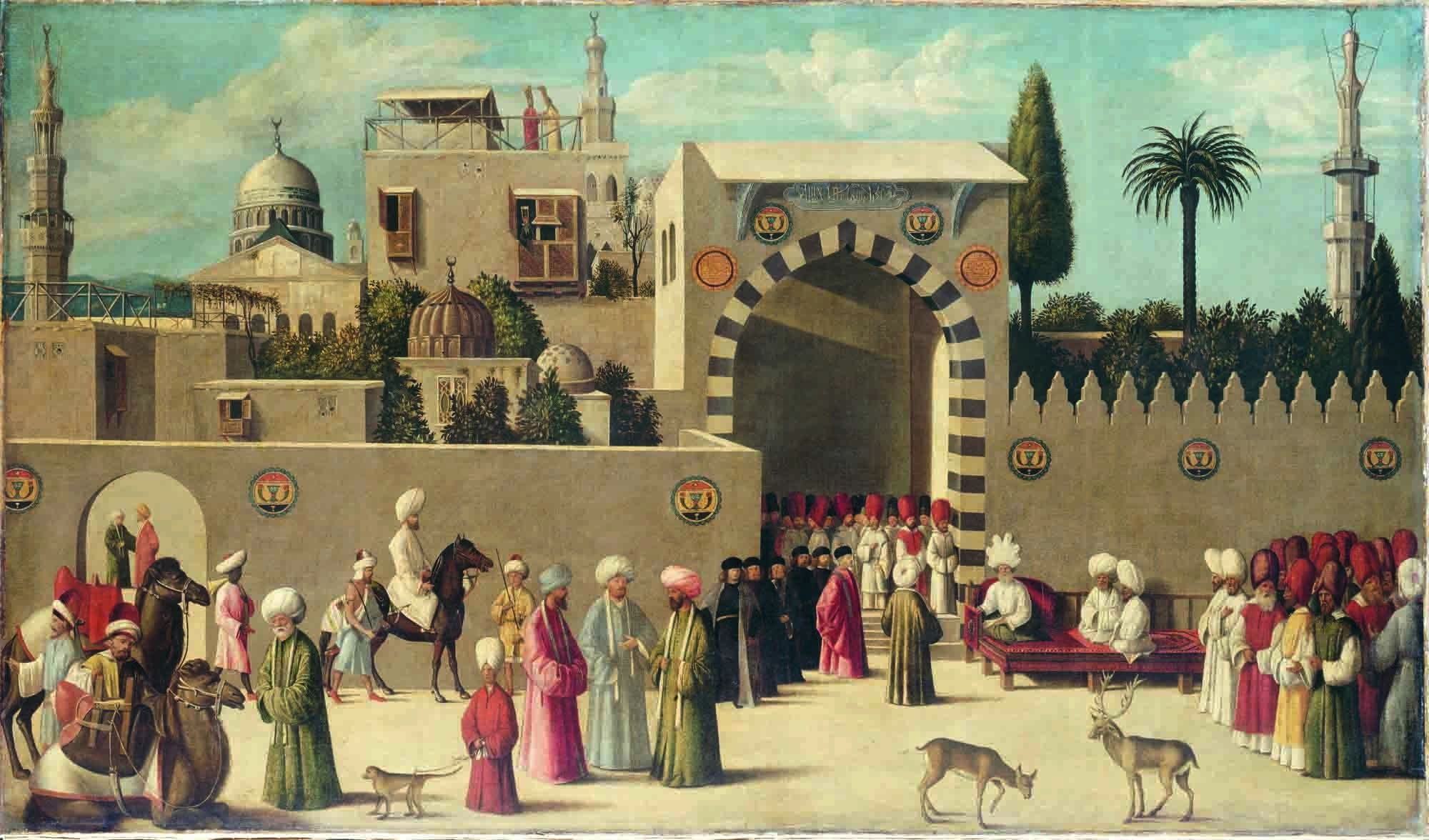
Réception des ambassadeurs vénitiens à Damas à l'époque de Qait Bay.

Les intérêts vénitiens sont directement menacés, car les schémas commerciaux traditionnels sont éliminés et les Portugais deviennent capables de vendre moins cher que les Vénitiens dans le commerce des épices en Europe. Venise rompt ses relations diplomatiques avec le Portugal et commence à chercher des moyens de contrer son intervention dans l'océan Indien, en envoyant un ambassadeur à la cour d'Égypte. Venise négocie l'abaissement des droits de douane égyptiens afin de faciliter la concurrence avec les Portugais et propose de prendre des « mesures rapides et secrètes » à l'encontre des Portugais. En 1507, les Mamelouks envoient une flotte sous les ordres d'Amir Husain Al-Kurdi (en), qui participe à la bataille de Chaul.

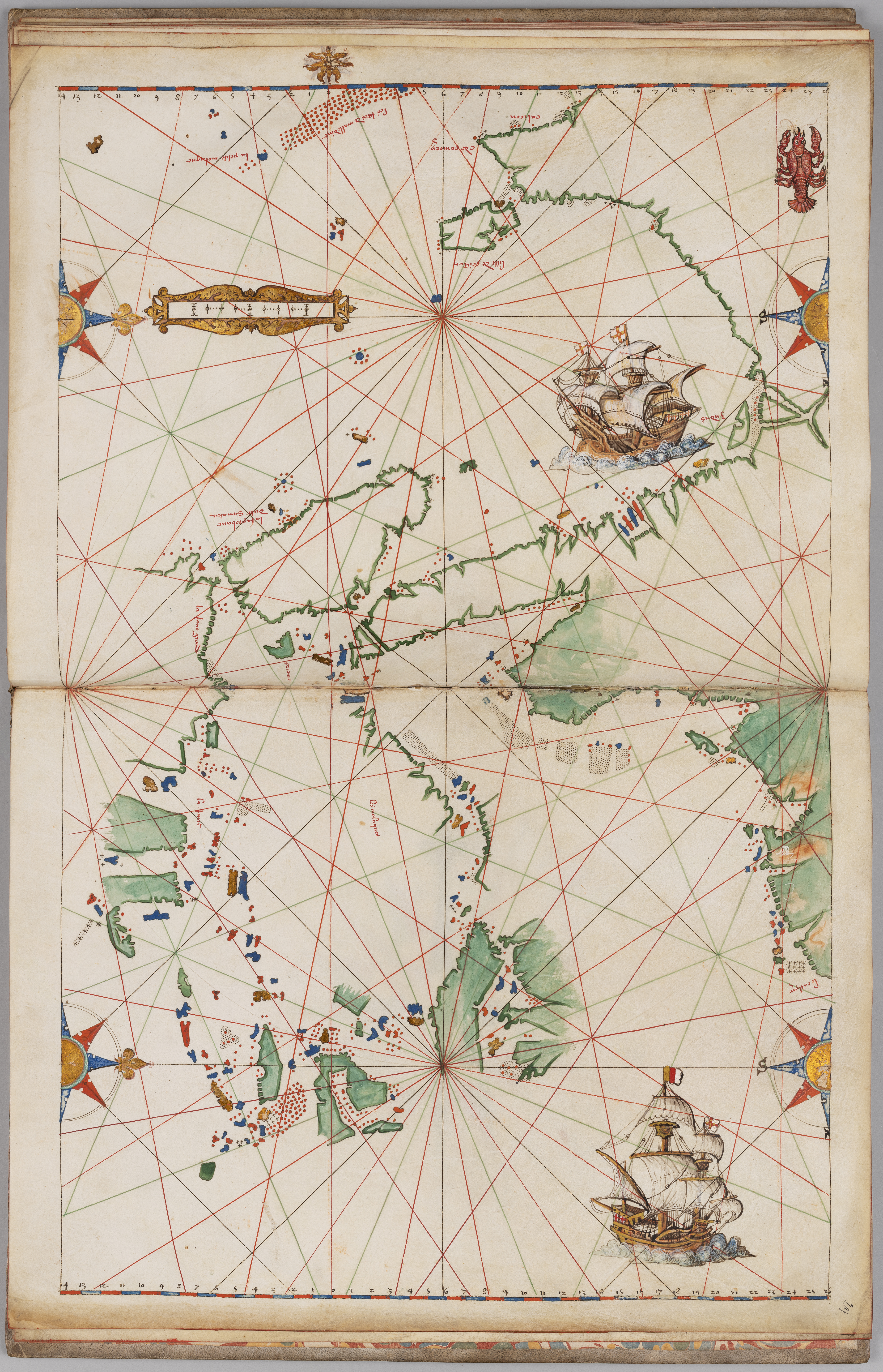
Carte de l'Asie du Sud-Est sur un portulan, 16ème siècle

Les Ottomans tentent de contester l'hégémonie du Portugal dans la région du golfe Persique en envoyant une armada contre les Portugais sous le commandement d'Ali Bey en 1581. Ils sont soutenus dans cette entreprise par les chefs de plusieurs principautés locales et villes portuaires telles que Mascate, Gwadar et Pasni (en). Cependant, les Portugais réussissent à intercepter et à détruire la flotte ottomane. Par la suite, les Portugais attaquent Gwadar et Pasni sur la côte de Makran et les mettent à sac en représailles pour avoir soutenu l'initiative ottomane.

### Période hollandaise et anglaise

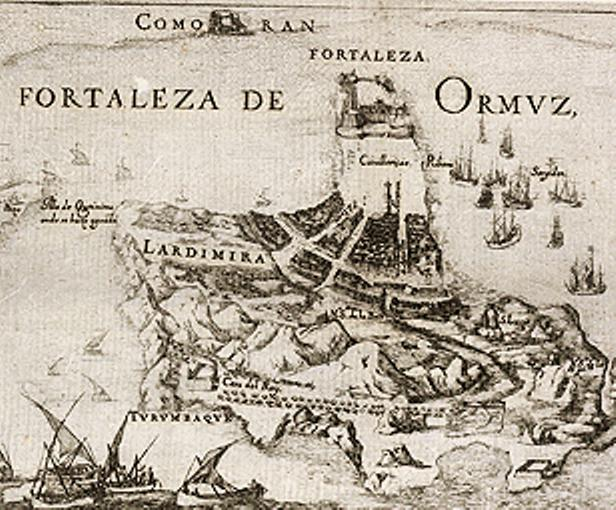
L'île d'Ormuz est capturée par une force anglo-persane après un siège en 1622.

Au cours du XVIe siècle, les Portugais établissent des bases dans le golfe Persique. En 1602, l'armée iranienne sous le commandement d'Iman Qouli Khan Undiladzé (en) réussit à expulser les Portugais de Bahreïn. En 1622, avec l'aide de quatre navires anglais, Abbas reprend Ormuz aux Portugais. Il remplace ce centre de commerce par un nouveau port, Bandar Abbas, situé à proximité sur le continent, mais celui-ci ne connut jamais le même succès.
La création de la Compagnie néerlandaise des Indes orientales au début du XVIIe siècle entraîne une augmentation rapide du volume du commerce des esclaves dans la région ; il y avait peut-être jusqu'à 500 000 esclaves dans les diverses colonies néerlandaises au cours des XVIIe siècle et XVIIIe siècle dans l'océan Indien. Par exemple, quelque 4 000 esclaves africains ont été utilisés pour construire la forteresse de Colombo (ta), dans l'île néerlandaise de Ceylan. Bali et les îles voisines ont fourni aux réseaux régionaux entre 100 000 et 500 000 esclaves entre 1620 et 1830. Les marchands d'esclaves indiens et chinois ont fourni à l'Indonésie néerlandaise quelque 25 000 esclaves aux XVIIe siècle et XVIIIe siècle.
La Compagnie britannique des Indes orientales (EIC) est créée à la même époque et, en 1622, l'un de ses navires transporte des esclaves de la côte de Coromandel vers les Indes orientales néerlandaises. L'EIC commercialise principalement des esclaves africains, mais aussi des esclaves asiatiques achetés à des marchands d'esclaves indiens, indonésiens et chinois. Les Français établissent des colonies sur les îles de La Réunion et de Maurice en 1721 ; en 1735, quelque 7 200 esclaves peuplent les Mascareignes, un nombre qui atteint 133 000 en 1807. Les Britanniques s'emparent des îles en 1810 et, comme ils avaient interdit la traite des esclaves en 1807, un système de traite clandestine se développe pour amener des esclaves aux planteurs français des îles ; au total, entre 336 000 et 388 000 esclaves sont déportés vers les îles Mascareignes de 1670 à 1848.
Au total, les marchands européens ont déporté entre 567 900 et 733 200 esclaves dans l'océan Indien entre 1500 et 1850 et presque autant ont été déportés de l'océan Indien vers les Amériques au cours de la même période. La traite des esclaves dans l'océan Indien était néanmoins très limitée par rapport aux 12 000 000 esclaves déportés à travers l'Atlantique.